# Schloss Gräflich Wiese

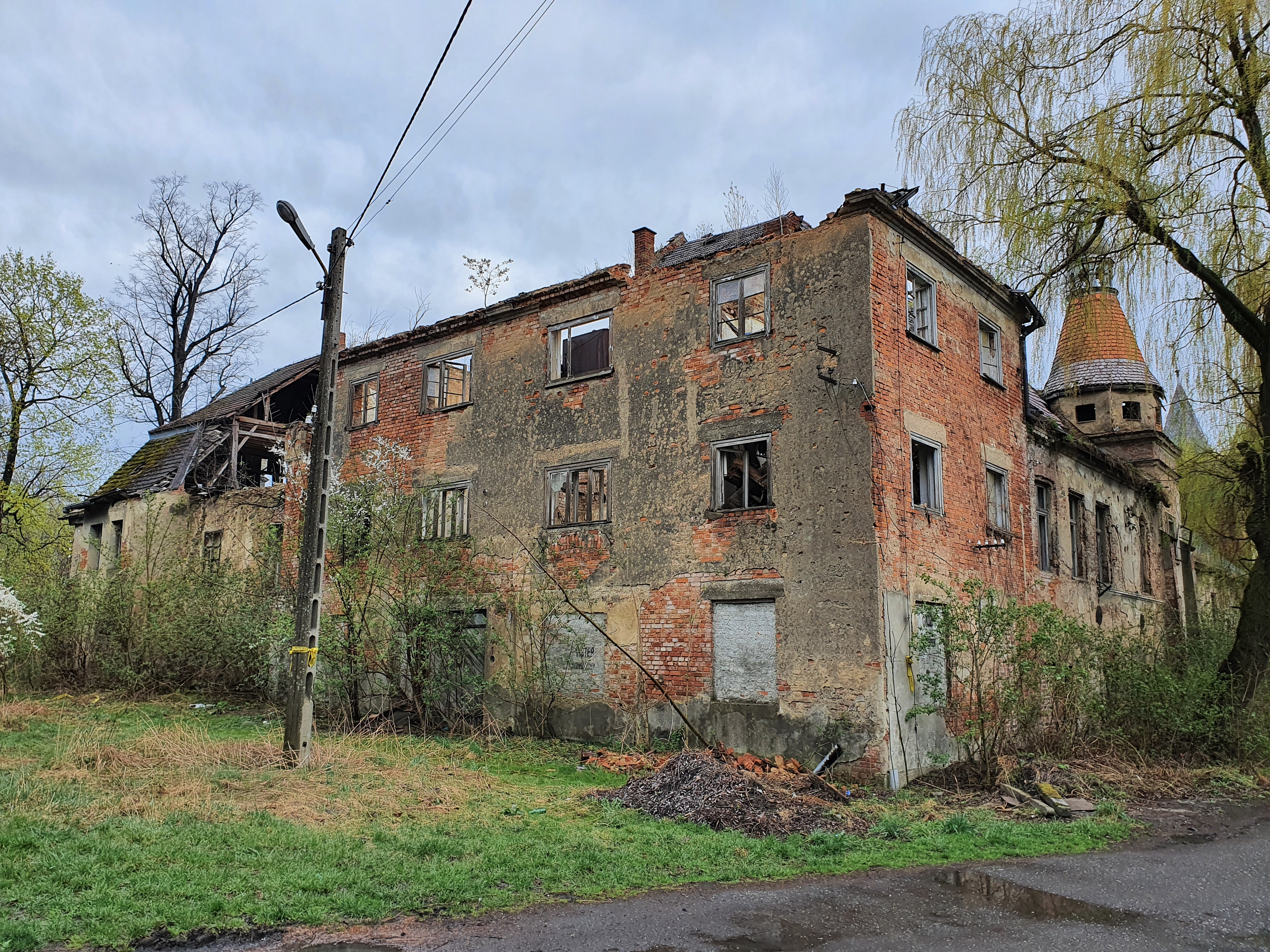
Schloss Gräflich Wiese

Das Schloss Gräflich Wiese (auch Mettich-Schloss, polnisch Zamek w Łące Prudnickiej) ist die Ruine eines Schlosses in Łąka Prudnicka (Gräflich Wiese) bei Prudnik (Neustadt) in der Woiwodschaft Opole in Polen.

## Geschichte

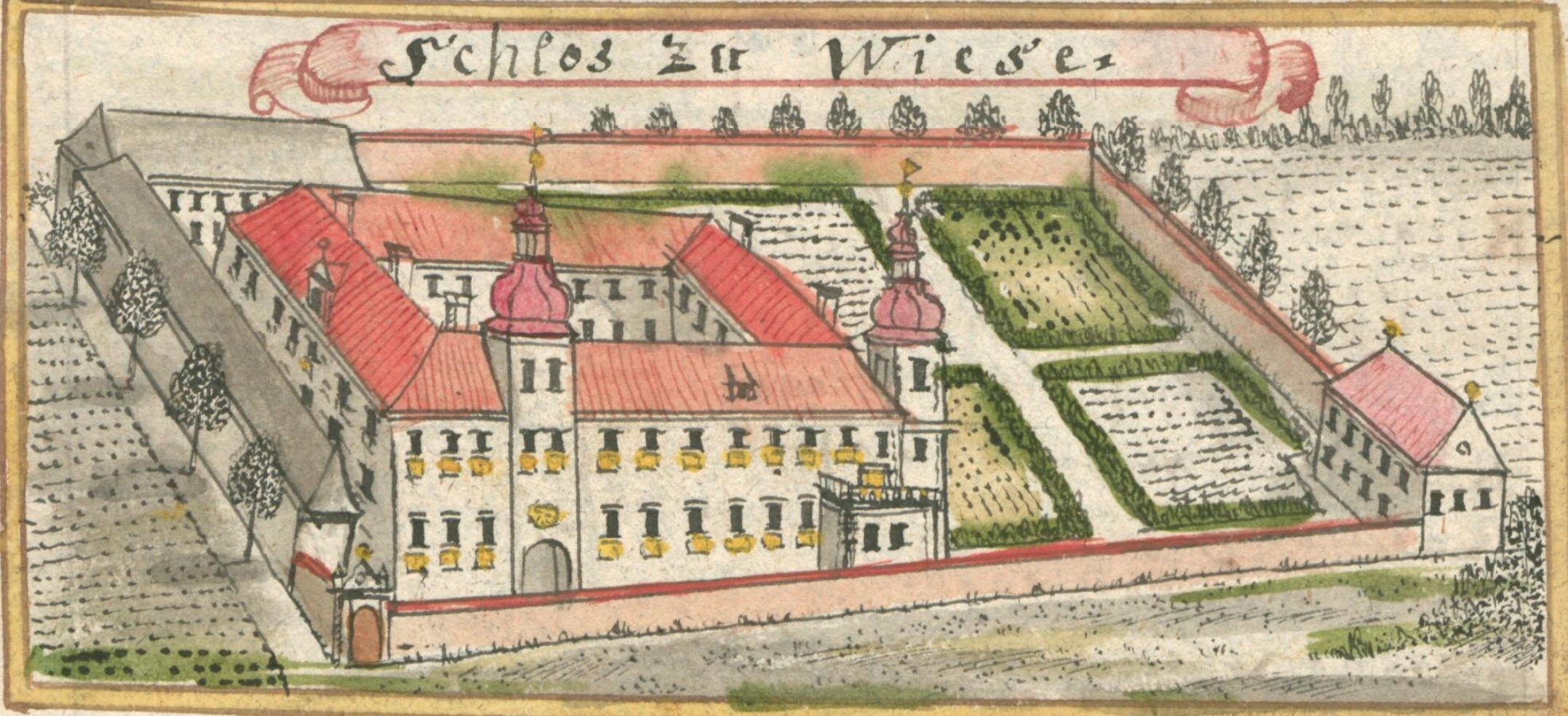
Schloss Wiese im 18. Jahrhundert (F.B. Werner)

Das Schloss wurde im 15. Jahrhundert als Sitz der Oppelner Herzöge errichtet. 1481 erwarb das Adelsgeschlecht Würben die Burg Wogendrüssel mit dem Schloss Gräflich Wiese. Die schlesische Adelsfamilie von Mettich wurde 1592 Besitzer des Schlosses und des ganzen Dorfes. Das Schloss Gräflich Wiese wurde zum Mittelpunkt ihres Besitzes.
Die Herren von Mettich veranlassten einen zeitgemäßen mehrstufigen Umbau des Schlosses zu einer Renaissance-Residenz. Im 16. Jahrhundert und in den Jahren 1615–1617 wurden große Umbauten durchgeführt.
Da sich die Herren von Mettich während der Reformation dem Protestantismus zuwandten, schickte Kaiser Ferdinand II. im Jahre 1629 den Hauptmann La Mordim und den Jesuiten Cygnaeus, um Joachim von Mettich und dessen Untertanen zur Rückkehr zum Katholizismus zu zwingen. Dies führte zum Bau einer Kapelle im Ostflügel des Schlosses.
Anna und Maria von Mettich verkauften 1829 ihre Schulden an General Colomb. Ein Jahr später wurde Gräflich Wiese von Johann Karl Sedlnitzky von Choltitz erworben. Johann Karl führte weitere Umbauten des Schlosses durch. Um 1840 ließ er die Schlosskapelle abreißen. 1875–1883 renovierte er das Schloss. In der südwestlichen Ecke errichtete er einen quadratischen Turm.
Hermann von Choltitz, Landrat des Kreises Neustadt, verließ im März 1945 mit seiner Familie das Schloss. Der letzte deutsche Besitzer des Schlosses war General Dietrich von Choltitz. Als Folge des Zweiten Weltkriegs fiel das Schloss zusammen mit dem größten Teil Schlesiens im Mai 1945 an Polen.
Das Schloss steht seit 1956 unter Denkmalschutz.